# Boder (Gemeinde Rottenmann)
Boder ist ein Stadtteil der Gemeinde Rottenmann. Der Ort befindet sich 2 km östlich der Rottenmanner Altstadt nördlich des Flusses Palten und wird zur KG Stadt Rottenmann gezählt. Boder ist eng mit Büschendorf verwachsen. Die Ortschaft liegt am Südosthang der Eisenerzer Alpen. Am 1. Jänner 2024 wohnten 602 Menschen in Boder.

## Geschichte
Boder – früher bekannt auch unter dem Namen "Boda" – gehörte einst zur Ortschaft Villmannsdorf, bis diese 1943 in die Gemeinde Rottenmann eingemeindet wurde. Im 18. Jahrhundert hatte die Stadt Rottenmann ein eigenes "Stadtgericht mit dem Blutbann", bis dieses durch Kaiser Joseph II. aufgelöst wurde. Der Richtplatz mit Galgen stand aber nicht auf dem Gebiet von Rottenmann, sondern in Boda.